# نووی ریچان
نووی ریچان (به لاتین: Novy Rychan) یک منطقهٔ مسکونی در روسیه است که در استان آستراخان واقع شده‌است.